# サンセットビーチ銭函

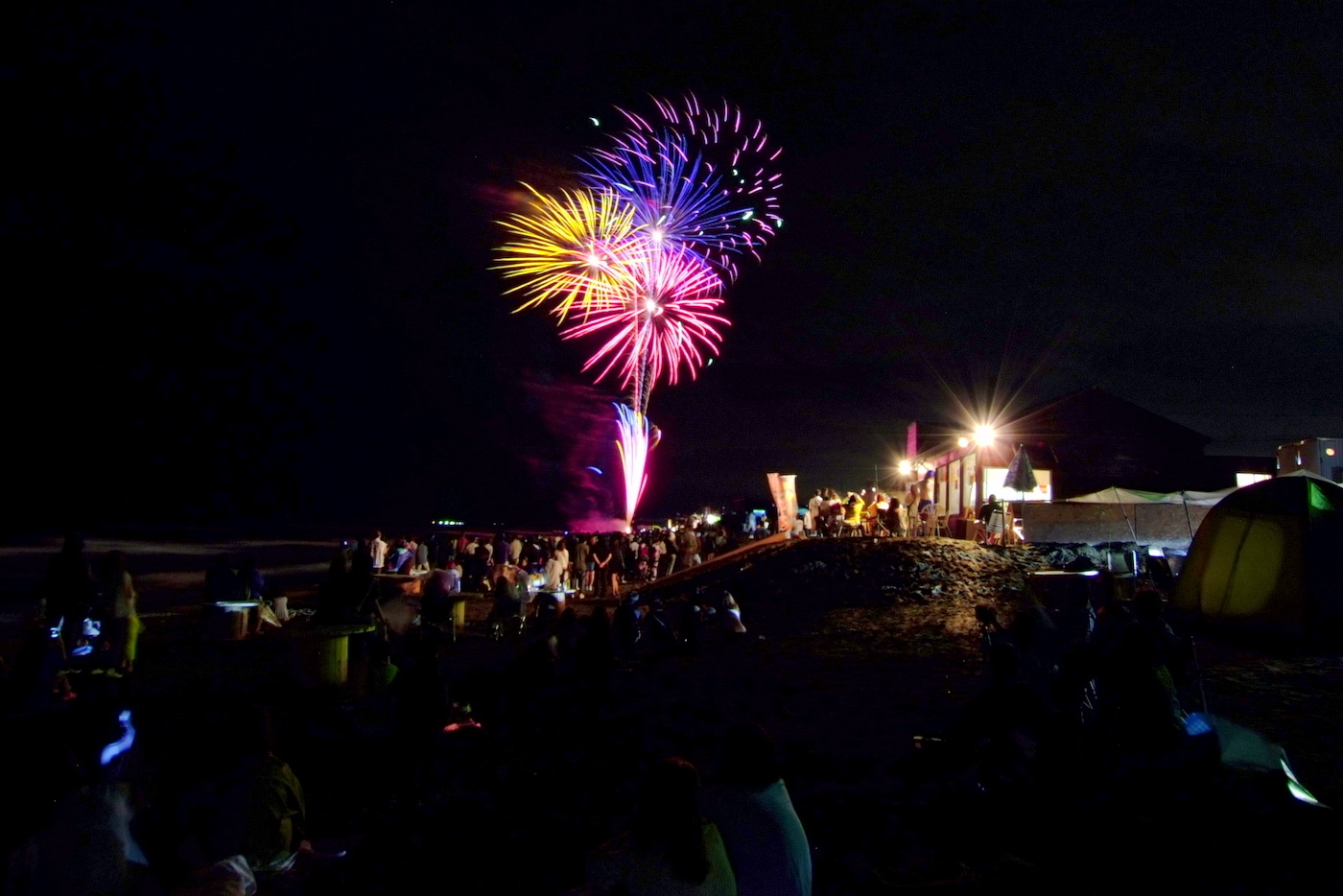
銭函サンセットビーチ祭り2013

サンセットビーチ銭函（サンセットビーチぜにばこ）/ 銭函サンセットビーチは、日本の北海道小樽市銭函に設けられた海水浴場である。
呼称については、小樽市や地図関連業者、観光業者などは「サンセットビーチ銭函」を用い、管理・運営者は「銭函サンセットビーチ」を用いている。

## 概要
日本海に開けた石狩湾の奥部に形成された長い砂浜の一部を利用した海水浴場（汀線全長 約260m）であり、星置川河口の南に位置する。南に銭函ヨットハーバー（汀線 約250m）と隣接し、さらにその南隣には銭函海水浴場（汀線 約480m）がある。
毎年の開設期間は7月初旬から8月末まで。

### 遊泳区域外
北海道は、2004年（平成16年）4月1日、プレジャーボート等と水域利用者（遊泳者、遊漁従事者、漁業従事者）との間で頻発する水難事故等を未然に防止すべく「北海道プレジャーボート等の事故防止等に関する条例」を施行した。係る条例の指定地となったサンセットビーチ銭函には、指定された他の海水浴場と同様、このとき以来、プレジャーボート等が進入できない「水域利用調整区域」が設けられている。
加えて、海水浴場内遊泳区域と隣接するヨットハーバー（全域が水域利用調整区域）との間にバナナボートが通行する水路（バナナボート用水路）を緩衝区域として設けることでも遊泳者の安全が図られている。なお、バナナボート用水路は海水浴場（および、その沖合いに設定された水域利用調整区域）の水域に属する。

## 年表
- ????年[いつ?]：サンセットビーチ銭函（銭函サンセットビーチ）の開場。
- 2004年（平成16年）4月1日：サンセットビーチ銭函において「北海道プレジャーボート等の事故防止等に関する条例」が施行され、水域利用調整区域が設定される[2]。
- ????年[いつ?]：銭函サンセットビーチ祭りの初開催。
- 2011年（平成23年）8月9日：銭函サンセットビーチ祭り（花火大会）の開催日。協賛企業が初めて100社を超えたこの年、前年まで1,500円であった入場料の無料化が実現する[4]。花火は有名な秋田県大仙市大曲地区（旧・大曲市）の花火業者（大曲花火化学工業）が打ち上げを担当（打ち上げ数は約4,000発）[5]。

## 位置情報
- 北緯43度08分58.1秒 東経141度11分02.0秒 / 北緯43.149472度 東経141.183889度
- サンセットビーチ銭函 - 地理院地図
- 北海道小樽市銭函3丁目（サンセットビーチ銭函、銭函サンセットビーチ） - Google マップ

## 交通アクセス
鉄道路線
- JR北海道 函館本線を銭函駅で下車し、徒歩で約25分[6]、タクシーでは約10分[1]。

自動車道
- 札樽自動車道を銭函ICで下り、国道337号を海側へ約2km[1]。

## 近隣の海水浴場
- （北東方向） ←　おたるドリームビーチ（小樽市銭函3丁目75）　-　サンセットビーチ銭函　-　銭函海水浴場（小樽市銭函3丁目389）　→ （南西方向）